# Mammillaria peninsularis
Mammillaria peninsularis (укр. Мамілярія пенінсуларіс, мамілярія півострівна) — сукулентна рослина з роду мамілярія (Mammillaria) родини кактусових (Cactaceae).

## Історія
Вид вперше описаний американськими ботаніками Натаніелєм Лордом Бріттоном (англ. Nathaniel Lord Britton, 1859—1934) і Джозефом Нельсоном Роузом (англ. Joseph Nelson Rose, 1862—1928) у 1923 році у їх монографії англ. «The Cactaceae; descriptions and illustrations of plants of the cactus family» як Neomammillaria peninsularis. У 1926 році американський ботанік Чарльз Рассел Оркатт (англ. Charles Russell Orcutt, 1864—1929) включив цей вид до роду мамілярія.

## Етимологія
Видова назва походить від лат. peninsulam — «півострів» і вказує на місце, де зростає ця мамілярія (півострів Каліфорнія).

## Ареал і екологія
Mammillaria peninsularis є ендемічною рослиною Мексики. Ареал розташований у південній частині штату Баха-Каліфорнія-Сюр. Рослини зростають на висоті від 10 до 200 метрів над рівнем моря в тінистих місцях під кущами в пустельному чагарнику.

## Морфологічний опис
| Орган              | Опис |
| Рослини            | одиночні або формують групи, що ледве вище рівня землі.                                                                            |
| Коріння            | |
| Стебло             | здавлено-кулясте, до 10 см в діаметрі.                                                                                             |
| Епідерміс          | синьо-зелений. |
| Маміли             | вертикальні, загострені, чотирьох-вугільні, з молочним соком.                                                                      |
| Ареоли             | |
| Аксили             | спочатку з довгим білим пухом, пізніше голі.                                                                                       |
| Центральні колючки | зазвичай немає. |
| Радіальні колючки  | 4-8, одна розміщена майже центрально, практично вертикальні, жорсткі, світло-коричневі з більш темними кінцями, до 6 мм завдовжки. |
| Квіти              | блідо-жовті або зеленуваті, до 15 мм завдовжки і в діаметрі.                                                                       |
| Бутони             | |
| Зовнішні пелюстки  | |
| Внутрішні пелюстки | |
| Тичинки            | |
| Маточка            | |
| Плоди              | червоні. |
| Насіння            | Насіння коричневе. |

## Чисельність, охоронний статус та заходи по збереженню
Mammillaria peninsularis входить до Червоного списку Міжнародного союзу охорони природи видів під загрозою зникнення (EN).
Вид має площу розміщення близько 2 500 км² і через це виникають серйозні загрози від розвитку міської та туристичної діяльності та господарської діяльності у всьому її діапазоні. Основними загрозами є будівництво доріг, видобуток будівельних матеріалів для доріг, урбанізація, розвиток туризму в прибережних районах. Також загрозою є позашляхові мотоцикли та коні, на яких каиаються туристи. Все це викликає постійне зниження чисельності рослин. Ці загрози тривають і будуть посилюватися найближчим часом.
У Мексиці ця рослина занесена до Національного переліку видів, що перебувають під загрозою зникнення, де вона включена до категорії «Підлягає особливій охороні».
Охороняється Конвенцією про міжнародну торгівлю видами дикої фауни і флори, що перебувають під загрозою зникнення (CITES).

## Близькі види
Найближчим родичем Mammillaria peninsularis є Mammillaria petrophila, під яку були зведені майже всі інші споріднені мамілярії з південного краю Баха-Каліфорнія.

## Утримання в культурі
Занадто яскраве, сонячне розташування для цього виду в культурі не дуже бажане. У природі, на південному краю Каліфорнійського півострова він зростає завжди в тіні інших рослин або біля підніжжя великих кактусів. Якщо і вдома вирощувати його в тіні інших мамміллярій, рослини набудуть свіжого зеленого відтінку, як у природі, замість обгорілого червоного, якими вонистають при розташуванні на повному сонці. Якщо не обпалювати рослини, то в інших аспектах вони нескладні для вирощування, і зростають, хоч і повільно, але стабільно, до 8 — 10 см в діаметрі і приблизно стільки ж заввишки.